# Walter Acosta
Walter Acosta (* 1. März 1935 in Las Piedras, Uruguay) ist ein uruguayischer Schauspieler, Theaterregisseur und Dramaturg.

## Leben
Acosta begann seine Theater-Laufbahn 1957 am El Galpón und gehörte dem Ensemble bis 1961 an.  1962 gründete er in Las Piedras das Teatro Los Comediantes, dem er bis 1967 angeschlossen war. Anschließend ging er nach London und wirkte dort mehr als zwanzig Jahre in der BBC als Abteilungsdirektor Schauspiel. Zudem war er als unabhängiger Theaterregisseur tätig und arbeitete mit Schauspielern wie beispielsweise Kenneth Branagh, John Gielgud, Julie Christie, Derek Jacobi und Trevor Howard. In London brachte er insbesondere Stücke lateinamerikanischer Autoren auf die Bühne, darunter Prueba de fuego von Ugo Ulive und OK von Isaac Chocrón. Auch in der Schweiz, wo er seit 1992 in Genf lebte, inszenierte er mehrfach. Mittlerweile hat er sich in Buenos Aires niedergelassen.
Acosta, der auch die Werke Yo, Diderot und En el fondo de un pozo vacío verfasste, war überdies Direktoriumsmitglied der Federación Uruguaya de Teatros Independientes (FUTI) und wurde im Laufe seiner Karriere mehrfach ausgezeichnet. In Australien erhielt er 1988 für Vladimir Gubaryevs Stück Sarcófago, das sich mit dem Tschernobyl-Unglück befasst, den Premio Pater. Das kubanische Casa de las Américas zeichnete ihn 2001 mit dem Theaterpreis für El escorpión y la comadreja aus. Im Folgejahr wurde ihm eine Erste Erwähnung der Comisión Administradora del Fondo Nacional del Teatro (COFONTE) für El trapecio loco zu teil. Seine Regie des an der Comedia Nacional aufgeführten Stückes Meyerhold. En el fondo de un pozo vacío veranlasste das Uruguayische Bildungs- und Kulturministerium im Jahr 2003 Acosta zu prämieren.
2010 erhielt er den Ersten Preis beim 9. Concurso del Fondo Nacional (9. Wettbewerb des Nationalfonds) des Teatro Irma Adó für Mi voz en el viento.

## Auszeichnungen
- 1988: Premio Pater als Regisseur von Sarcófago, Australien
- 2001: Theaterpreis des Casa de las Américas in Kuba für El escorpión y la comadreja
- 2002: Erste Erwähnung der COFONTE für El trapecio loco
- 2003: Preis des Uruguayischen Bildungs- und Kulturministeriums für Meyerhold. En el fondo de un pozo vacío
- 2010: Erster Preis beim 9. Concurso del Fondo Nacional des Teatro Irma Adó, Montevideo